# Алексий V Дука
Алексий V Дука (на гръцки: Αλέξιος Ε' Δούκας), с прозвището Мурзуфул (от гръцки: Μούρτζουφλος – „гъстовеждия“), е византийски император, който управлява Византия от 5 февруари до 12 април 1204 година.

## Предистория
През 1185 г. Исак II Ангел извършва държавен преврат и поставя началото на нова византийска династия – Ангелите. Но и той самият е детрониран от брат си Алексий III Ангел, който го ослепява и хвърля в тъмница в 1195 година. Синът на Исак II Ангел, Алексий IV се обръща за помощ към организаторите на IV кръстоносен поход. С помощта на кръстоносците той успява да прогони чичо си Алексий III Ангел, да освободи баща си и да се провъзгласи за негов съвладетел (1203 г.).

## Възкачване
Кръстоносната войска се разполага пред стените на Константинопол. Алексий IV Ангел не успява да изплати на кръстоносците сумите, които им бил обещал. Това кара кръстоносците да започнат грабежи из града. Народът се събира под ръководството на патриарх Йоан X Каматир в храма „Света София“ на синклит, в който низвергват император Алексий IV и баща му Исак II.
Император Алексий IV изпраща Мурзуфул да преговаря с кръстоносците относно влизането им в града. Но Мурзуфул се противопоставя на това решение и обявява публично решението на императора. Това разгневява константинополските граждани и те се вдигат на бунт. В резултат са свалени и убити съимператорите Алексий IV и Исак II Ангел.
На 27 януари синклитът в „Света София“, сред множество нежелаещи да приемат поста, избира за император Николай Канава. Той обаче не притежава реална имперска власт и дори не напуска храма. Възползвайки се от това, на 5 февруари Алексий V Дука Мурзуфул е коронясан за византийски император и убива Николай Канава след 9-дневно управление.

## Управление
Алексий V Мурзуфул неуспешно се опитва да прогони кръстоносците, но нямал на разположение достатъчно военна помощ. Дожът на Венеция Енрико Дандоло, виждайки неспособността на византийците да отблъснат надвисналата опасност, предприема щурм на Цариград начело на венецианските войски. На 9 април при щурма от страна на морето била завзета първата защитна крепостна линия. Виждайки, че не може да защити града, на 12 април Мурзуфул бяга, а на следващия ден – 13 април 1204 г., Константинопол е завзет и разграбен от латинците.
Презвемането на столицата практически води до разпадането на Византийската империя на различни политически формирования – Епирско деспотство, Никейска империя, държавата Трапезунд и др., а в самия Константинопол се установяват кръстоносците, които основават Латинската империя.
Алексий V отвоюва Чорлу в Тракия и в търсене на съюзници се отправя към Месинопол при бившия император Алексий III Ангел, но по време на преговорите вероломно бива ослепен от него. Около 1 ноември 1204 г. е заловен от Тиери дьо Лос и отведен в Константинопол. Там е обвинен, че е убил своя владетел Алексий IV и кръстоносците го екзекутират, като го хвърлят от Теодосиевата колона, тъй като имало предание, че така щял да умре последният византийски император.